# Elvis Sinosic
Elvis Sinosic (Canberra, 13 febbraio 1971) è un ex lottatore di arti marziali miste australiano di origini croate.
In più di dieci anni di carriera ha lottato per alcune delle più importanti organizzazioni di MMA al mondo quali Pancrase ed UFC nella quale è stato un contendente al titolo dei pesi mediomassimi nel 2001, venendo sconfitto dall'allora campione in carica Tito Ortiz.
È considerato uno dei pionieri delle MMA australiane: attivo dal 1997, ha esordito nell'evento Caged Combat 1 che fu il primo show di MMA nella storia dell'Australia, ha vinto il titolo dei pesi massimi Australian Vale Tudo ovvero il primo titolo di MMA australiano, è stato il primo australiano a lottare per un titolo internazionale, il primo a prendere parte ad un incontro organizzato dalla K-1, il primo a lottare in UFC e a competere per un titolo dell'organizzazione stessa.
È un pioniere nazionale anche del grappling essendo stato il primo australiano a prendere parte ad un torneo ADCC Submission Wrestling World Championship, esattamente la prima edizione del 1998.
Vive a Sydney dove gestisce la palestra Sinosic-Perosh Martial Arts assieme al collega Anthony Perosh.

## Carriera nelle arti marziali miste

### Inizi
Elvis Sinosic vanta un ampio background nelle arti marziali e in varie tecniche di combattimento, tra queste la lotta libera, il taekwondo, il pugilato, il Jeet Kune Do, la capoeira, il kickboxing, il judo e il jiu jitsu brasiliano nel quale è cintura nera.
Fa il suo esordio da professionista in un evento a più incontri il 22 marzo 1997 a Sydney: si tratta dell'evento Caged Combat 1: Australian Ultimate Fighting, ovvero il primo show di MMA in assoluto in terra australiana; qui vince il primo incontro e perde il secondo contro la leggenda delle MMA oceaniche Chris Haseman, probabilmente il primo australiano professionista di tale sport in quanto esordì l'anno prima nella promozione giapponese RINGS.
Nell'ottobre 1997 combatte anche un match contro Kiyoshi Tamura in Giappone con la RINGS, ma tale incontro non venne inserito nel suo record come sfida di MMA professionistiche; Sinosic sostiene che in quel match fu il primo atleta di MMA a provare la tecnica di sottomissione Gogoplata, benché non ebbe successo in tale occasione.
Successivamente vince il torneo Australia Vale Tudo, il primo titolo nella storia delle MMA australiane, perde un incontro organizzato dalla RINGS su suolo australiano e da lì non combatte più fino al 2000, salvo prendere parte alla prima edizione del prestigioso campionato internazionale di grappling ADCC Submission Wrestling World Championship nel 1998 ad Abu Dhabi.
Nel 2000 viene chiamato in Canada a lottare per il titolo UCC contro il lottatore di casa Dave Beneteau, il quale prese parte ad alcuni dei primi tornei UFC: l'incontro terminò in parità.
Lo stesso anno Sinosic fu il primo australiano a lottare in un evento organizzato dalla prestigiosa promozione giapponese K-1, venendo sconfitto ai punti dalla leggenda delle MMA ed ex campione Pancrase ed UFC Frank Shamrock.

### Ultimate Fighting Championship
Nel 2001 con un record di 3-3-1 Sinosic venne chiamato dalla prestigiosa promozione statunitense UFC per lottare nella divisione dei pesi mediomassimi: esordì nell'evento UFC 30: Battle on the Boardwalk contro il navigato ex contendente al titolo di categoria Jeremy Horn (al suo 59-esimo incontro in carriera), vincendo per sottomissione durante il primo round.
La vittoria gli valse la possibilità di sfidare il campione in carica Tito Ortiz, il quale era già alla sua terza difesa del titolo dei pesi mediomassimi UFC: Sinosic perse per KO tecnico durante la prima ripresa.
Il 2002 fu da dimenticare per l'atleta australiano in quanto venne sconfitto dal futuro campione dei pesi medi Evan Tanner e dal futuro contendente Renato Sobral, venendo di conseguenza licenziato dalla promozione.
Tra il 2003 ed il 2005 Sinosic combatte tra Europa, Giappone e Australia ancora una volta con risultati alterni, in particolare non ottiene vittorie nelle sue due uscite nella federazione Pancrase.
Torna comunque in UFC nel 2005 per lottare contro il vincitore della prima stagione del reality show The Ultimate Fighter Forrest Griffin, venendo sconfitto per KO tecnico in poco più di tre minuti.
Nel 2006 affronta anche l'atleta italiano Alessio Sakara perdendo ai punti.
Lo stesso anno combatte un paio di incontri in promozioni minori vincendoli entrambi, e nel 2007 fa il suo secondo ritorno in UFC per sfidare Michael Bisping a Manchester, venendo sconfitto e ottenendo il riconoscimento Fight of the Night: sarà il suo ultimo incontro in UFC.
Il suo ultimo incontro in carriera è una sconfitta avvenuta nel dicembre 2007 in un evento tenutosi nel Regno Unito.
Nel 2010 l'UFC approdò per la prima volta in Australia con l'evento UFC 110: Nogueira vs. Velasquez e pensò di organizzare una sfida tra pionieri impegnando Sinosic e Chris Haseman, ma proprio Sinosic diede forfait a causa di un infortunio.

## Risultati nelle arti marziali miste
| Risultato | Record | Avversario       | Metodo                             | Evento                                       | Data              | Round | Tempo | Città                        | Note                                    |
| --------- | ------ | ---------------- | ---------------------------------- | -------------------------------------------- | ----------------- | ----- | ----- | ---------------------------- | --------------------------------------- |
| Sconfitta | 8–11-2 | Paul Cahoon      | KO Tecnico (pugni)                 | Cage Rage 24: Feel the Pain                  | 1º dicembre 2007  | 1     | 0:21  | Londra, Regno Unito          |                                         |
| Sconfitta | 8–10-2 | Michael Bisping  | KO Tecnico (pugni)                 | UFC 70: Nations Collide                      | 21 aprile 2007    | 2     | 1:40  | Manchester, Regno Unito      |                                         |
| Vittoria  | 8-9–2  | Mark Epstein     | Sottomissione (armbar)             | Cage Rage 19: Fearless                       | 9 dicembre 2006   | 1     | 2:37  | Londra, Regno Unito          |                                         |
| Vittoria  | 7-9–2  | Shamoji Fuji     | Sottomissione (armbar)             | Xplosion                                     | 30 settembre 2006 | 1     | 2:40  | Sydney, Australia            |                                         |
| Sconfitta | 6–9-2  | Alessio Sakara   | Decisione (unanime)                | UFC 57: Liddell vs. Couture 3                | 4 febbraio 2006   | 3     | 5:00  | Las Vegas, Stati Uniti       |                                         |
| Sconfitta | 6–8-2  | Forrest Griffin  | KO Tecnico (pugni)                 | UFC 55: Fury                                 | 7 ottobre 2005    | 1     | 3:30  | Uncasville, Stati Uniti      |                                         |
| Parità    | 6–7-2  | Daijiro Matsui   | Parità                             | Pancrase: Spiral 5                           | 10 luglio 2005    | 2     | 5:00  | Yokohama, Giappone           |                                         |
| Vittoria  | 6-7–1  | Roberto Traven   | KO (pugno)                         | Warriors Realm 1                             | 3 settembre 2004  | 2     | -     | Sunshine Coast, Australia    |                                         |
| Sconfitta | 5–7-1  | Sanae Kikuta     | Decisione (unanime)                | Pancrase: 10th Anniversary Show              | 31 agosto 2003    | 3     | 5:00  | Tokyo, Giappone              | Debutto in Pancrase                     |
| Vittoria  | 5-6–1  | August Wallen    | Sottomissione (armbar)             | Fighter Extreme 3                            | 2 maggio 2003     | 1     | 5:36  | Stoccolma, Svezia            |                                         |
| Sconfitta | 4–6-1  | Renato Sobral    | Decisione (unanime)                | UFC 38: Brawl at the Hall                    | 13 luglio 2002    | 3     | 5:00  | Londra, Regno Unito          |                                         |
| Sconfitta | 4–5-1  | Evan Tanner      | KO Tecnico (ferita)                | UFC 36: Worlds Collide                       | 22 marzo 2002     | 1     | 2:06  | Las Vegas, Stati Uniti       |                                         |
| Sconfitta | 4–4-1  | Tito Ortiz       | KO Tecnico (pugni e gomitate)      | UFC 32: Showdown in the Meadowlands          | 29 giugno 2001    | 1     | 3:32  | East Rutherford, Stati Uniti | Per il titolo dei Pesi Mediomassimi UFC |
| Vittoria  | 4-3–1  | Jeremy Horn      | Sottomissione (armbar triangolare) | UFC 30: Battle on the Boardwalk              | 23 febbraio 2001  | 1     | 2:59  | Atlantic City, Stati Uniti   | Debutto in UFC                          |
| Sconfitta | 3–3-1  | Frank Shamrock   | Decisione                          | K-1 Grand Prix 2000 Final                    | 12 dicembre 2000  | 5     | 3:00  | Tokyo, Giappone              |                                         |
| Parità    | 3–2-1  | Dave Beneteau    | Parità                             | UCC 1: The New Beginning                     | 2 giugno 2000     | 2     | 10:00 | Montréal, Canada             | Per il titolo dei Pesi Massimi UCC      |
| Sconfitta | 3–2    | Al Reynish       | Sottomissione (ritiro)             | Rings Australia: NR2                         | 13 settembre 1998 | 1     | 7:52  | Australia                    |                                         |
| Vittoria  | 3–1    | Daniel Bond      | KO Tecnico                         | Australia Vale Tudo                          | 16 novembre 1997  | 1     | -     | Australia                    | Vince il torneo dei Pesi Massimi AVT    |
| Vittoria  | 2–1    | Kevin McConachie | KO Tecnico                         | Australia Vale Tudo                          | 16 novembre 1997  | 1     | -     | Australia                    | Torneo dei Pesi Massimi AVT, Semifinale |
| Sconfitta | 1–1    | Chris Haseman    | Sottomissione (colpo all'occhio)   | Caged Combat 1: Australian Ultimate Fighting | 22 marzo 1997     | 1     | 2:47  | Sydney, Australia            |                                         |
| Vittoria  | 1–0    | Matt Rocca       | Sottomissione (colpi)              | Caged Combat 1: Australian Ultimate Fighting | 22 marzo 1997     | 1     | 0:41  | Sydney, Australia            |                                         |